# M25 motorway
Der M25 motorway (englisch für „Autobahn M25“) ist eine Autobahn in England. Sie führt ringförmig um die britische Hauptstadt London herum, ist 188 Kilometer lang und wird auch „London Orbital“ genannt. Sie ist die zweitlängste Ringautobahn in Europa nach dem Berliner Ring.

## Beschreibung
Auf dem überwiegenden Teil der Strecke ist die M25 achtstreifig, mit vier Fahrstreifen je Fahrtrichtung, ausgebaut. Im November 2005 wurde die M25 zwischen den Anschlussstellen 12 und 14 auf zehn und zwischen den Anschlussstellen 14 und 15 auf zwölf Fahrstreifen erweitert.
Der am stärksten belastete Abschnitt liegt zwischen den Anschlussstellen 13 und 14 in der Nähe des Flughafens Heathrow, wo im Jahr 2003 durchschnittlich 196.000 Fahrzeuge pro Tag gezählt wurden.
Rechtlich gesehen ist die M25 nicht durchgehend als Autobahn klassifiziert. Die mautpflichtige Über- bzw. Unterquerung der Themse östlich von London zwischen Thurrock und Dartford  trägt die Bezeichnung A282. Die Klassifizierung dieses als Dartford Crossing bezeichneten Teilstücks als Hauptstraße erfolgte insbesondere um auch Fahrzeugen die Querung zu ermöglichen, die nicht für die Benutzung von Autobahnen zugelassen sind. Diese müssten ansonsten einen langen Umweg über Woolwich machen.
Die Straße verläuft durch mehrere Verwaltungsbezirke: Die Anschlussstellen 1 bis 5 liegen in der Grafschaft Kent, 6 bis 14 in Surrey, 15 und 16 in Buckinghamshire, 17 bis 24 in Hertfordshire, 25 und 29 in Greater London sowie 26 bis 28, 30 und 31 in Essex. Die Polizeiarbeit wird von einer gemeinsamen Einsatzgruppe bestehend aus Einheiten der betroffenen Polizeibezirke ausgeführt. Darunter sind die London Metropolitan Police, Thames Valley Police, Essex Police, Kent Police, Hertfordshire Constabulary und Surrey Police.

## Geschichte
Erste Verkehrsplanungen zwischen 1937 und 1944 sahen bis zu fünf Ringstraßen um London herum vor. Konkrete Planungen des London Ringways Plan in den 1960er-Jahren griffen diese Pläne mit vier Autobahnringen auf. Aufgrund massiver Proteste gegen die Zerstörung von Wohnraum wurde dieser Plan 1973 fallen gelassen und nur in reduzierter Form ausgeführt. So wurden Teile der beiden äußeren geplanten Ringe 3 und 4 schließlich zur heutigen M25 geschlossen.
Der Ring wurde zwischen 1975 und 1985 in Schritten gebaut, jedoch nicht am Stück, sondern in kleineren Abschnitten, so wie z. B. zwischen Dartford und Swanley (Anschlussstellen 1 bis 3) und zwischen Potters Bar und Waltham Cross, die später miteinanden verbunden wurden. Für jeden Abschnitt war ein eigenes Planungsrecht nötig, das individuell zu rechtfertigen war.
In den Karten der damaligen Zeit wurden die Teilstücke als „M16“ bezeichnet. Die Änderung in M25 erfolgte vor der Fertigstellung.
Im Oktober 1986 wurde die M25 durch die damalige Premierministerin Margaret Thatcher mit einer Zeremonie eröffnet. Die Eröffnung fand zwischen den Anschlussstellen 22 „London Colney“ und 23 „South Mimms“ statt.
Die Baukosten betrugen insgesamt 631,9 Millionen Pfund (919,2 Millionen Euro). Darin nicht enthalten sind die Kosten für Landkauf sowie Ausbau- und Wartungsarbeiten.
Am 16. Dezember 1988 wurden mehrere Fahrzeuge gestohlen und als Fluchtfahrzeuge für einen Mord sowie mehrere Raubüberfälle genutzt. Die M25 wurde genutzt um von Tatort zu Tatort zu  gelangen. Die M25 Three, einschließlich Raphael Rowe, wurden wegen dieser Verbrechen 1990 zu lebenslanger Haft verurteilt. Ihre Verurteilungen wurden im Jahr 2000 aufgehoben und nach 12 Jahren Haft erfolgte die Entlassung. Rowe, der im Gefängnis Journalismus studierte, wurde ein Investigativer Journalist für die BBC.
Von 2014 bis 2018 trieb dort der M25 Cat Killer sein Unwesen. Es schien, als ob ein Serientäter dort etwa 400 Katzen geköpft und zerstückelt hätte.